# Panaxia dominulina
Panaxia dominulina är en fjärilsart som beskrevs av Stephens 1829. Panaxia dominulina ingår i släktet Panaxia och familjen björnspinnare. Inga underarter finns listade i Catalogue of Life.